# Cakirka
Il Cakirka (in russo Цакирка?; in buriato: Сэхир) è un fiume della Russia siberiana orientale meridionale (Buriazia), affluente di sinistra della Džida. Scorre nel rajon Zakamenskij della Repubblica autonoma della Buriazia.
Il fiume ha origine all'incrocio tra la catena Changarul'skij e i monti Chamar-Daban, 12 km a sud-ovest del monte Utulinskaja Podkova (2396 m, la vetta più alta dei Chamar-Daban). Nel corso superiore scorre in direzione sud-ovest nella zona della taiga montana, poi gira a sud. Sfocia nella Džida a 438 km dalla foce. La lunghezza del fiume è di 102 km, l'area del bacino è di 1250 km².